# Siegfried Bahne
Siegfried Bahne (* 23. März 1928 in Bönen; † 26. Juli 2004 in Recklinghausen) war ein deutscher Historiker.

## Leben
Nach dem Abitur am Hittorf-Gymnasium in Recklinghausen studierte er Germanistik und Geschichte für das Lehramt (1955 in Münster erstes Staatsexamen). 1959 wurde er an der Ruprecht-Karls-Universität Heidelberg bei Werner Conze promoviert. Von 1960 bis 1965 war er wissenschaftlicher Mitarbeiter des Internationalen Instituts für Sozialgeschichte (IISG). 1971 erlangte er die Venia legendi im Fachgebiet Neuere Geschichte. Von 1973 bis 1993 hatte er die Professur für Neuere Geschichte unter besonderer Berücksichtigung der Geschichte des Sozialismus und der Arbeiterbewegung an der Ruhr-Universität Bochum inne.

## Schriften (Auswahl)
- Der Trotzkismus in Deutschland 1931–1933. Ein Beitrag zur Geschichte der KPD und der Komintern. Heidelberg 1958, OCLC 73863360.
- Zwischen Luxemburgismus und Stalinismus. Der Trotzkismus in Geschichte und Gegenwart. 1970, OCLC 312358617.